# Город Солнца
«Го́род Со́лнца» (итал. La città del Sole; лат. Civitas Solis) — философское произведение Томмазо Кампанеллы, «поэтический диалог», одна из классических утопий и наиболее известное сочинение его автора. Написано в тюрьме инквизиции около 1602 года на итальянском языке, впервые опубликовано в 1623 году во Франкфурте на латинском языке как приложение к «Политике» — третьей части «Реальной философии». В тексте очевидно влияние «Государства» Платона и «Утопии» Томаса Мора, однако «Город Солнца» отличается от них наличием астрологического контекста. Труд Томмазо Кампанеллы содержит описание «идеальных», с точки зрения автора, элективных генитур (гороскопических элекций), связанных с вопросами подбора оптимального времени для случки домашнего скота (овец, лошадей, коров, домашней птицы), зачатия и основания городов. Новую популярность «Город Солнца» обрёл с середины XIX века в контексте социал-демократических и коммунистических движений, с точки зрения Карла Каутского, Кампанелла был одним из «предшественников научного социализма». Эта идея была использована в советской историографии. В. И. Ленин считал некоторые идеи, высказанные в «Городе Солнца», применимыми для монументальной пропаганды. В историографии XX века сосуществуют полярно несхожие интерпретации идеала «Города Солнца» — сциентистский и теологический.

## «Город Солнца» в контексте творчества Кампанеллы
А. Х. Горфункель подчёркивал, что утопия Кампанеллы не была плодом кабинетных раздумий учёного-эрудита. Протоколы следствия по калабрийскому заговору 1599 года позволяют сделать вывод, что общественную программу итальянец сформулировал в период подготовки восстания. Образ идеальной республики, «где все будут жить общиной», встречался как в проповедях перед народом, так и в тюремных писаниях Калабрийца. В некоторых показаниях утверждается, что после победы восстания «монархом мира» должен был стать сам Кампанелла, который путём астрологических расчётов установил, что великое преобразование мира должно было начаться в юбилейном 1600 году. Центром грядущей совершенной республики должна была стать гора Стило. В содержании опубликованной утопии отразились характерные детали устройства общества заговорщиков, в том числе белые одежды будущих членов общины, единство духовной и светской власти и роль астрологии.
Литературные качества произведения Кампанеллы были высоко оценены первопубликатором — Тобиасом Адами, но в дальнейшем эта точка зрения не разделялась исследователями. Академик В. Волгин в предисловии к лучшему русскому изданию «Города Солнца» 1954 года, так характеризовал текст:

«„Город Солнца“ написан в форме диалога моряка-генуэзца, вернувшегося из плавания, и хозяина гостиницы. Но избрав для своего рассказа эту форму, … Кампанелла не сумел использовать её должным образом. В сущности мы имеем не диалог, а сплошной рассказ от первого лица, в который вкраплены в угоду литературной традиции часто бессодержательные реплики собеседника, оправдывающие, и то не во всех случаях, необходимость перехода к новой теме рассказа, не внося в него ничего нового».
Л. Воробьёв отмечал, что, по существу, исследования «Города Солнца» именно как литературного произведения не производилось, художественная оценка ограничивалась стилистикой. Текст Кампанеллы уже несколько веков считается примером «грубой» латыни, однако Л. Воробьёв настаивал, что автор был прав, именуя своё сочинение «поэтическим диалогом». Эмоционально-эстетическая сторона «Города Солнца» подчинена идейному содержанию, демонстрируя единство изображения и мысли. В тексте нет важнейшей приметы романического жанра — индивидуальных человеческих характеров: собеседники «лишены зримых человеческих качеств, они почти не видимы». Истинным эстетическим феноменом текста Кампанеллы является человеческая мысль, «рвущаяся за рамки действительности»

## Содержание

### Общность Города Солнца

Ю. Селивёрстов. Город Солнца. Иллюстрация для суперобложки тома 34 «Библиотеки всемирной литературы», 1971

Несмотря на то, что диалог в «Городе Солнца» является формальным, герои несут определённую символическую нагрузку. По Л. Фирпо и С. Риччи, генуэзский моряк, сообщающий о Городе Солнца, служил на эскадре Христофора Колумба. Его собеседник («гостинник» русского перевода), который является пассивным слушателем, — рыцарь Ордена госпитальеров. Повествование вводится описанием Города Солнца, который построен вокруг высокого холма, возвышающегося над окружающей равниной. Основан он был философами Индии, ушедшими на остров Тапробану; Л. Фирпо, основываясь на словах «остров лежит под экватором», отождествлял его с Суматрой. Город выстроен геометрически, и с четырёх сторон рассечён центральными улицами — по сторонам света. «Семь обширных поясов, или кругов, называющихся по семи планетам», окружающие весь город, сразу же вводят в круг астрологических идей Кампанеллы, связывающего разумное общественное устройство с изучением законов природы, воплощением которых является движение небесных светил. Аркады и галереи для прогулок, а также внешние стены укреплений и зданий украшены великолепной живописью, всё венчается храмом, воздвигнутым на самой вершине холма. На алтаре этого храма помещены земной и небесный глобусы, а купол вмещает изображения всех звёзд вплоть до шестой величины, и с внешней стороны увенчан флюгером.
Основу утопии Кампанеллы составляло упразднение причины неравенства — то есть частной собственности, поэтому все солярии (жители Города Солнца) являются «одновременно богатыми и вместе с тем бедными: богатыми — потому, что у них есть всё, бедными — потому, что у них нет никакой собственности, и поэтому не они служат вещам, а вещи служат им». Практически все современники и исследователи последующих поколений обращали внимание на тезис Кампанеллы об упразднении моногамной семьи, поскольку из существования семьи монах-доминиканец выводил возникновение частной собственности и социального неравенства, ибо наличие отдельного жилища и собственной жены и детей воспитывает себялюбие. Здесь явно прослеживается влияние «Государства» Платона и собственного монастырского опыта Кампанеллы, но имеются и несомненные инновации. Важнейшая из них — устройство общества соляриев на «научной» основе. Поскольку семья ликвидирована, то и производство и воспитание потомства переходит в руки государства в соответствии с биологическими и астрологическими показаниями. Кампанелла писал в своей утопии, что мужчины и женщины сызмальства воспитывались так, что верили в могущество науки и её творцов, работали и жили радостно, ощущая сопричастность всем деяниям государства, созданного ради общего блага. Государство вмешивается в деторождение, поскольку личные чувства у соляриев отделены от производства потомства. Кампанелла был искренне убеждён, что его евгенические устремления могут быть реализованы лишь в случае, если люди последуют им по собственной воле. Как и многие другие пророки и утописты, он полагал, что открытый им «новый закон» сведёт на нет отрицательные стороны человеческой натуры и постепенно весь мир станет жить по обычаям Города Солнца. Чтобы этого добиться, Кампанелла разработал рациональные принципы воспитания и обучения детей, которые впоследствии оказали огромное влияние на доктрину Яна Амоса Коменского.

### Общественное воспитание и разделение труда
Младенцы сразу после вскармливания передаются в руки назначенных государством воспитателей и воспитательниц, до семи лет обучаясь в форме игры. Обучение совершается и во время прогулок, поскольку все стены города покрыты изображениями камней, минералов и металлов, морей и рек, озёр и источников, снега, грозы и всех воздушных явлений. На стенах изображены «все виды деревьев и трав, а иные из них растут там в горшках на выступах наружной стены строений»; «всевозможные породы рыб», птиц, животных «и все достойное изучения представлено там в изумительных изображениях и снабжено пояснительными надписями». Специальный круг стен выделен для математических фигур и карт всех областей земли, а другой круг стен — для ремёсел и их применения. При этом государством выделены специальные наставники, которые способны подробно разъяснить смысл каждого изображения. Солярии — жители Города Солнца — заботятся и о физическом развитии будущих поколений; естественные склонности выявляются при посещении мастерских разных специальностей. Кампанелла отлично понимал, что труд является проклятьем человечества и потому положил в основу своей утопии всеобщее участие в труде. У соляриев почётом пользуются те, «кто изучил больше искусств и ремесел и кто умеет применять их с большим знанием дела». Рабочий день не превышает 4-х часов (речь идёт о физическом труде), всё остальное время можно посвящать наукам, развитию умственных и телесных способностей. Высвобождение свободного времени возможно благодаря применению технических новшеств. Также применяются некие эзотерические средства для ускорения всходов и созревания и сохранения урожая. Имеется и разделение труда, но оно имеет в основе биологические показатели: хотя женщины во всём равны мужчинам, но освобождены от особенно тяжёлых видов работ. Кампанелла полемизировал с Аристотелем, который утверждал, что женская природа несовместима с военным делом: у соляриев женщины получают физическое воспитание и учатся обращению с оружием. В случае надобности, они могут постоять за себя и свою родину. «Никакой телесный недостаток не принуждает их к праздности» — старики привлекаются к совещаниям, хромые, слепые служат там, где могут работать; самый же неспособный «служит соглядатаем, донося государству обо всем, что услышит».
По А. Э. Штекли, основная «евгеническая» установка Кампанеллы требовала радикальной перестройки быта. Солярии не имеют индивидуальных жилищ и ночуют в общих спальнях, смысл которых именно в том, что они разделяют людей разного пола: одни предназначены только для женщин, другие только для мужчин. Кампанелла подробно описал, как и где встречаются пары, предназначенные для деторождения. У соляриев «хождение группами» связано не только с потребностями производства: вся жизнь построена так, чтобы исключить соблазн недозволенных уединений и всячески препятствовать случайным соитиям.

### Теократическая государственность

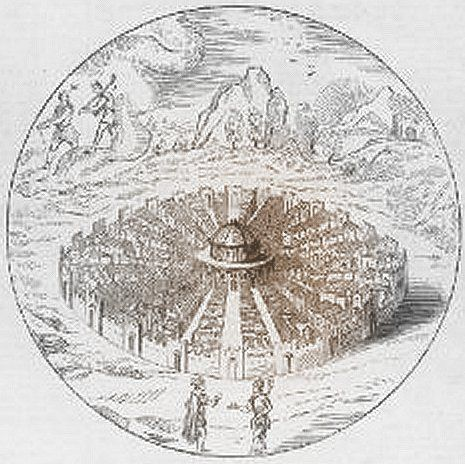
Иллюстрация из французского издания книги Франческо Дони Les Mondes, celestes, terrestres et infernaux (1578), часто ошибочно используемая для «Города Солнца»

Утопия Кампанеллы была теократической. Мировое государство, за которое он ратовал, было необходимо для глобальной магической реформы, в результате которой каста священников-магов будет поддерживать в Городе вечное счастье, благополучие и добродетель, а религия Города будет в полном согласии с научной картиной мира — под которой фра Томмазо понимал естественную магию. Подавляющее большинство соляриев занимаются физическим трудом, в то время как организация производства, научное и политическое руководство целиком принадлежит касте жрецов. По Ф. Йейтс, к римскому идеалу всемирной империи, возвращающейся вместе с новым золотым веком и платоновскому идеалу государства, управляемого философами, Кампанелла добавил третий — вечное и неуязвимое египетское государство священнической магии. Правитель Города Солнца именуется «Солнцем» или Метафизиком, и обозначается астрологическим символом (). Это одновременно священник, царь, высшая духовная и светская власть. При Метафизике имеются соправители — Мощь, Мудрость и Любовь, соответствующие мировым первостихиям, которые ведают основными отраслями жизни солярийцев. Эти четверо назначают правителей всех остальных уровней. Политическая власть неотделима от священнослужения, поскольку Метафизик и остальные проводят богослужения и исповедуют граждан. При храме, венчающем идеальный город, имеется коллегия из 12 жрецов-астрологов, которые специально рассчитывают воздействие звёзд на дела человеческие. Эти 12 занимаются и регулированием небесных влияний и всех сторон человеческой жизни, включая оплодотворение растений, животных и людей. Даже высокоразвитая наука и техника соляриев создана и управляется священством. Это далеко не случайно: Кампанелла исходил из представления о первичности духовного единства в жизни общества. В «Политических афоризмах» он писал, что общность душ может быть создана и сохранена благодаря «основанной на науке религии, которая есть душа политики и защита естественного закона».

### Управление утопической общиной
Город Солнца не является демократией. В общине существует Большой Совет, включающий всех граждан от 20 лет и старше, он собирается дважды в лунный месяц, но его функции весьма ограничены: он лишь обсуждает порядок выполнения обязанностей должностными лицами, и гражданам предоставляется на нём возможность высказаться об имеющихся недочетах. Подлинное же обсуждение государственных дел и выбор должностных лиц осуществляются не Большим советом: он только намечает кандидатуры. Каждый восьмой день собираются все должностные лица — от верховного правителя до начальников отрядов — десятников, полусотников и сотников. Они и выбирают правителей, ведающих основными отраслями хозяйства и управления. Высшие правители бессменны, а должностные лица, хотя и заменяются, но Кампанелла никак не обозначил процедуру этой замены.
Кампанелла подчёркивал, что не только высшие правители государства, но и все чиновники Города Солнца являются просвещенными специалистами и именно в силу своих специальных познаний занимают соответствующие должности: в ведении правителя Мудрости находятся Астролог, Космограф, Геометр, Историограф, Поэт,
Логик, Ритор, Грамматик, Медик, Физик, Политик, Моралист, Экономист, Астроном, Музыкант, Перспективист, Арифметик, Живописец, Скульптор. Под началом правителя Любви находятся: Заведующий деторождением, Воспитатель, Медик, Заведующий одеждой, Агроном, Скотовод, Стадовод, Заведующий приручением животных, Главный кухмистр, Откормщик. Правителю Мощи подчинены Стратег, Начальник единоборцев, Кузнечных дел мастер, Начальник арсенала, Казначей, Заведующий чеканкой монеты, Инженер, Начальник разведки, Начальник конницы, Начальник пехоты, Конюший, Главный гладиатор, Начальник артиллерии, Начальник пращников и Юстициарий, — «а этим
всем подчинены особые специалисты».
Институтов суда и принуждения Город Солнца не знает. Смертная казнь существует, «против свободы государства, или против Бога, или против высших властей», а также за чинимое насилие, если оно совершено сознательно и умышленно. В «Городе Солнца» текст немногочисленных законов вырезан на колоннах у дверей храма, где и осуществляется правосудие. Судьями служат непосредственные начальники подсудимого, приговор может быть обжалован перед тремя правителями — заместителями Метафизика. При этом разбирательство переносится на другой день. На третий день дело может быть рассмотрено Метафизиком, в противном случае приговор вступает в силу. Пытки не применяются. Для уличения необходимы пятеро свидетелей: солярии всегда работают и даже передвигаются отрядами. Кампанелла выдвинул требование соразмерности преступления и наказания, в ветхозаветном духе. Теоретическим обоснованием этих взглядов является естественное право, «которое не добавляет сверх природных законов ничего, кроме таинств, способствующих их соблюдению». Естественное право является божественным и влечёт мир к гармонии и порядку, ибо каждая вещь имеет свою цель. Юрист, по Кампанелле, — тот же маг, который не ограничивается познанием, как философ, но действует, основываясь на знании глубочайших взаимосвязей вещей. Однако Кампанелла не одобрял адептов юдициарной астрологии, поскольку она противоречила свободе воли.
По Кампанелле, только частной собственностью и наличием семьи объясняются разбой, коварные убийства, изнасилование, кровосмешение и блуд. Сам образ жизни Города Солнца устраняет мятежи подданных, поскольку к ним приводит произвол должностных лиц, их своеволие либо бедность и чрезмерное унижение народа. После создания справедливого общества исчезнут низкопоклонство, ложь, воровство, неопрятность, надменность, гордость, похвальба, праздность, распутство, убийство детей во чреве матери и проч. Идеальные солярии Кампанеллы самым гнусным из пороков считали гордость, а также преследовали неблагодарность и злобу, неуважение, леность, уныние, гневливость и шутовство, а также ложь. Он проявил себя безусловным сторонником смертной казни (путём побивания камнями или самосожжением на костре из пороха). Помимо смертной казни Кампанелла полагал необходимыми такие меры воздействия как изгнание, бичевание, выговор, отлучение от церкви и запрет общаться с женщиной. Наказание рассматривалось как средство искупления греха, проступка против общего блага.

## Интерпретация

### XIX—XX века

Иллюстрация из книги Civitas veri sive morvm 1609 года, ошибочно используемая как наглядное изображение «Города Солнца»

Практически все исследователи, независимо от их теоретических и общественных взглядов, именовали идеал Кампанеллы коммунистическим. А. Х. Горфункель категорически утверждал, что в отличие от Т. Мора, Кампанелла рассматривал свою утопию как реальную политическую программу, которая должна была быть реализована в Италии после победы восстания 1599 года. «Город Солнца» — это беллетризированная идея Кампанеллы, которую он надеялся реализовать до конца своей жизни, пытаясь последовательно использовать для этой цели испанскую монархию, католическую церковь и французскую монархию. Равным образом, «Город Солнца» неразрывно связан со всей совокупностью философских и политических сочинений Кампанеллы. Утопия Томмазо Кампанеллы раздражала именно католических исследователей его творчества: так Р. Амелио полагал, что солнечный миф есть иллюстрация несоответствия между велениями разума и Евангельским учением, а Дж. Ди Наполи считал, что это — метафора дохристианского состояния общества, причём ликвидацию частной собственности и семьи считал издержками идеального государства, построенного на чисто философских основаниях.
С иной позиции идеал Кампанеллы критиковали позитивисты: А. Фогт в курсе своих лекций 1906 года утверждал, что утопия Кампанеллы была прямым подражанием платоновскому идеалу государства, но всё философское у Платона было заменено иерархией. Фогт полагал, что утопия Кампанеллы крайне примитивна, что объяснялось тюремным заключением её автора, малым житейским опытом: «он побеждает все препятствия полётом своих фантазий». Исследователь настаивал, что идеал Кампанеллы и ход его мыслей был сугубо светским, а те, кто утверждали религиозный базис Города Солнца, путали религию с иерархией.
В «Истории социализма» Карла Каутского раздел о Кампанелле был написан Полем Лафаргом, который, в принципе, очень высоко оценивал общественный идеал доминиканца. Он не отрицал глубоко мистического умонастроения Кампанеллы и его претензий на роль пророка, и признавал, что Кампанелла не мог написать ничего, что не носило бы его «идеалистической и мистической философии и астрологических предрассудков», и пытался найти каббалистические соответствия некоторым пассажам «Города Солнца». Именно Поль Лафарг предположил, что ряд идей для книги Кампанелла почерпнул из особенностей развития и функционирования империи Инков, а также использовал название, какое носила столица инков. Позднее эту точку зрения пытался обосновать французский индеанист Луи Бодэн в книге «Социалистическая империя инков».
Фрэнсис Йейтс в своём исследовании «Джордано Бруно и герметическая традиция» прямо утверждала, что «счесть „Город Солнца“ проектом благоустроенного государства… можно только по недоразумению». Главная цель утопии Кампанеллы была «стяжание благодати звёзд», то есть гармония с небесными светилами. С точки зрения исследовательницы, все параллели утопии Кампанеллы с античными и современными ему образцами вторичны; как целостная система Город Солнца ближе всего образам трактата «Пикатрикс». По Ф. Йейтс, название трактата было почерпнуто Кампанеллой у Джордано Бруно; параллели между пантеистическим мистицизмом и христианством у обоих мыслителей весьма показательны. Однако, Кампанелла прямо осуждал каббалистический мистицизм. Ф. Йейтс утверждала, что ещё Джордано Бруно пытался адаптировать герметическую схему космоса к общим местам — классической мнемонической технике, дав систему запоминания на магических образах в книге «О тенях идей». Аналогичные темы можно найти и у Кампанеллы, более того, «Город Солнца» можно рассматривать как книгу общих мест. Согласно мнению исследовательницы, ученик Кампанеллы — Тобиас Адами — между 1611 и 1613 годами отвёз рукописи наставника в Германию, где общался с Иоганном Андреэ. Другой конфидент Андреэ — Вензе — общался с Кампанеллой в Неаполе в 1614 году. Соответственно, влияние Кампанеллы на розенкрейцерскую утопию оказывается очень большим и глубоким.

### XXI век

План Города Солнца из книги: Гутнов А. Э., Глазычев В. Л. Мир архитектуры: Лицо города. М., 1990

Современная исследовательница творчества Кампанеллы Джермана Эрнст утверждала, что несмотря на явную связь идей восстания 1599 года и «Города Солнца», откровенно неортодоксальных идей в утопии доминиканца нет. Кампанелла очень тонко подошёл к рассмотрению связи между естественной религией и христианством. Христианство, будучи выражением Божественной рациональности, не может не совпадать с естественной религией. При этом солярии, будучи потомками древнего населения Индии, придерживаясь чистой религии законов природы, и не ведая Откровения, без труда смогут перейти в христианство. Этот тезис — послание Кампанеллы христианскому миру. По Дж. Эрнст, объединяющая сила христианства заключалась в примирении людей и гармонии с природой. В трактате «О наилучшем государстве», опубликованном Кампанеллой в Париже, и перекликающемся содержательно с «Городом Солнца», рассматривались в том числе и спорные с точки зрения вероучения вопросы, особенно общность жён и отделение романтической любви от деторождения. Кампанелла повторил свой тезис о том, что естественным природным состоянием человека является общность имущества, тогда как социальное разделение и частная собственность являются следствием исторического развития человечества. Общность жён, настаивал Кампанелла, есть также следствие заботы об общественном благе, ибо хорошее потомство избавляет человечество от страданий и ущерба от незаконных отпрысков и прочего. Общность жён соответствует законам природы, ибо единственным предназначением жизни является её продолжение. Отсюда следует, что половая сфера начинает восприниматься как греховная только тогда, когда она становится запретной, чего нет при прагматическом к ней отношении в русле естественных законов.
Джермана Эрнст заново поставила вопрос о происхождении названия «Города Солнца». В книге пророка Исаии (Ис. 19:18) сказано: «В тот день пять городов в земле Египетской будут говорить языком Ханаанским и клясться Господом Саваофом; один назовется городом солнца». Однако и в сочинениях авторов, оказавших большое влияние на Кампанеллу — особенно Марсилио Фичино, встречается возвеличивание Солнца, дарующего жизнь и движение всем вещам, что было близко собственной философии Калабрийца. По Дж. Эрнст, на Кампанеллу действительно могли оказать некоторое влияние образы империи инков — в сочинении Джироламо Бенцони «История Нового света» (Венеция, 1565) приводилась история крещения «Атабалибы, последнего царя Перуанского», который поначалу отвергал Христа потому, что Он умер на кресте, тогда как Солнце не умирает никогда.
Современная исследовательница Сильвия Риччи отмечала, что «Город Солнца» является одной большой метафорой, позволяющей через географические и архитектурные схемы представить город как средоточие смыслов, выражающих религиозные и политические взгляды автора. С. Риччи начинала анализ утопии Города Солнца с констатации одного противоречия: с одной стороны, утопическая община замкнута и самодостаточна, и не поощряет контакты своих подданных с внешним миром, с другой, — солярии поддерживают культурные и торговые связи с иностранными государствами. Такое разграничение существует и внутри Города Солнца, который явно противостоит сельской периферии, рассматриваемой как нечто низменное и отрицательное по отношению к городской среде. В деревню ссылают неспособных горожан или детей, которые не смогли подняться в интеллектуальном отношении. В архитектурном отношении Город строится по вертикали, имея круговую форму в плане. Вертикаль Города заставляет всех его жителей и каждого из них в отдельности, ежедневно физически совершать восхождение к Божественному единству и совершенству. В социальном плане этим подчёркивается всемогущество Метафизика, который соединяет духовную и светскую власть. С. Риччи характеризовала политические взгляды самого Кампанеллы как «нео-гвельфские».
Сильвия Риччи полагала также, что в символическом пространстве «Города Солнца» зашифровано противостояние прошедшего и будущего. Само название Города несёт как экзотический оттенок, так и обетование обновления. По этой причине в самом начале повествования упоминается Колумб — первооткрыватель Нового Света. Новое географическое пространство характеризуется новым образом жизни и социальным укладом. Одним из лейтмотивов «Города Солнца» является периодическое сопоставление Города и собственной реальности Кампанеллы, и не в пользу последней. В результате, почти бесконечное пространство, окружающее идеальный Город, основано на обычаях, которые не должны более поддерживаться, несправедливых законах и ложных верованиях. Они должны уступить новому образу жизни, миру всеобщей гармонии. Городская среда соляриев полностью отражает потребности человека, как культурные, так и социальные. Создав гармоничную семью, солярийцы отвергли остальной мир и отгородились от его пороков и несправедливостей. Общество соляриев самодостаточно и потому крайне осторожно относится к иностранцам и препятствует соляриям покидать свою общину. Дополнительной деталью в этом контексте является то, что в помещениях соляриев окна направлены в сторону храмовой горы; по С. Риччи, эта деталь — не второстепенная. В то же время, солярии в равной степени отрицают военную, социальную и идеологическую экспансию. Немногие избранные, однако, путешествуют по странам внешнего мира, чтобы собирать новое знание, некоторые достижения могут использоваться и соляриями. Кампанелла явно демонстрировал, что знание является единственным методом изменения существующего общества. Первичным, однако, является изменение человеческой природы, то есть реконструкция психики, интеллекта и морали, что и создаст новую модель отношений между обществом и индивидом.

## «Город Солнца» и техника

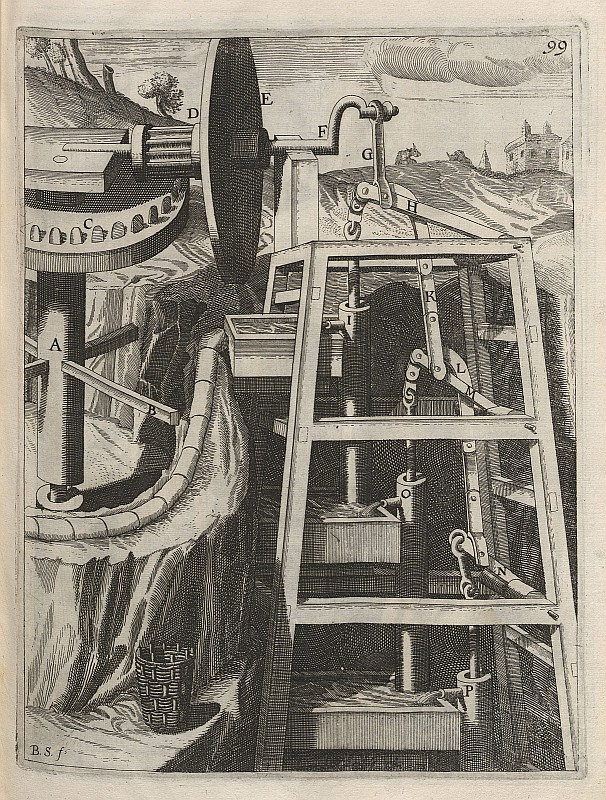
Водоподъёмное устройство. Гравюра Георга Бёклера из книги «Theatrum Machinarum Novum» (1661)

Филлис Холл (США) в своём исследовании 1993 года поставила вопрос о том, что «Город Солнца», во-первых, являлся одной из первых утопий, в которой техника была положена в основу общественного благосостояния; во-вторых, это важный источник по собственным представлениям Кампанеллы о будущем техническом развитии. Кампанелла был только одним из социальных критиков Позднего Возрождения, наравне с Ортензио Ландо, Никколо Франко и Антон Франческо Дони. Ландо в 1548 году осуществил итальянский перевод «Утопии» Томаса Мора; Дони, начав комментирование перевода Ландо, в 1552 году опубликовал собственную утопию — «Новый мир». Между ними и «Городом Солнца» существует известная параллель, хотя точное влияние Дони на Кампанеллу пока не установлено. Энтузиазм Кампанеллы в отношении техники, по Ф. Холл, отражал и социальные преобразования в раннее Новое время. Моряки эпохи Великих Географических открытий, издатели, подобные Альду, Эльзевиру или Плантену, и художники Ренессанса являются примерами специалистов по технике и технологии, которые получили высокий социальный статус и уважение за свои открытия.
Вероятно, именно в силу этой тенденции, техника имеет в Городе Солнца высокий социальный престиж, а одним из составляющих статуса солярийца являются его практические навыки и знание возможно большего числа ремёсел. Это же было отображением популярной в тогдашних диспутах темы, о том, что составляет природу истинной знатности. В этом плане концепция благородства Кампанеллы была для своего времени революционной. Современники Кампанеллы не выходили за пределы «дворянства духа», приобретаемого личной добродетелью, тогда как калабрийский доминиканец вообще отказался от добродетели (вернее, сделал её общественным фоном), а благородством наделил людей через практические достоинства. Эту тенденцию не следует абсолютизировать: высшие должности в Городе занимают философы, неспособные к физическому труду. Однако образование в Городе Солнца включало множество технических дисциплин, что было инверсией гуманистического образования Ренессанса. Кроме того, Кампанелла считал добродетель результатом правильного скрещивания людских особей, простым научением её обрести нельзя. Однако дети обучаются, играя, но уже с семи лет их водят по разным мастерским, примечая, где у кого появляется интерес к той или иной практической специальности. Равным образом, и для великого правителя — Метафизика — «постыдным было бы не обладать и механическими искусствами», помимо всеобъемлющих познаний во всех остальных областях. Более того: соляриец только тогда получает фамилию, когда обретает славу в соответствующем ремесле, подобно тому, как древние римляне награждали почётными прозвищами полководцев. Ремесленные объединения играют большую роль и в судопроизводстве: своих работников судят непосредственные начальники.
Кампанелла предельно чётко разделял науку и технику. Наука — это знание законов природы, техника — методы контроля над природой. Однако среди изображений законоучителей, помещённых на внешней стороне шестого круга стен Города, включая Моисея, Иисуса и Магомета, не упоминаются основатели наук или изобретатели орудий. Тем не менее, Кампанелла не уставал повторять, что за столетие, предшествующее его рождению, в мире было совершено изобретений больше, чем за предыдущие 4000 лет. Важнейшими он считал компас, книгопечатание и огнестрельное оружие. Солярийцы пошли ещё дальше и изобрели воздухоплавание, телескопы для поиска невидимых звёзд и устройства для слушания музыки сфер. Последнее было добавлено в печатное издание «Города Солнца» после участия Кампанеллы в защите Галилея и прочтении «Звёздного вестника». Кампанелла много писал и о военной технике, в том числе «греческом огне», который также использовали солярии.
Практически одновременно с «Городом Солнца» были опубликованы «Христианополис» Иоганна Андреэ (1619) и «Новая Атлантида» Бэкона (1626). И в этих утопиях техника играла важную роль, в том числе роль прикладной науки. Из-за этого, а также спиритуалистской настроенности Кампанеллы, роль техники в его утопии часто недооценивалась, хотя она сыграла свою роль в повышении статуса науки в современном обществе.

## История создания. Вопросы текстологии

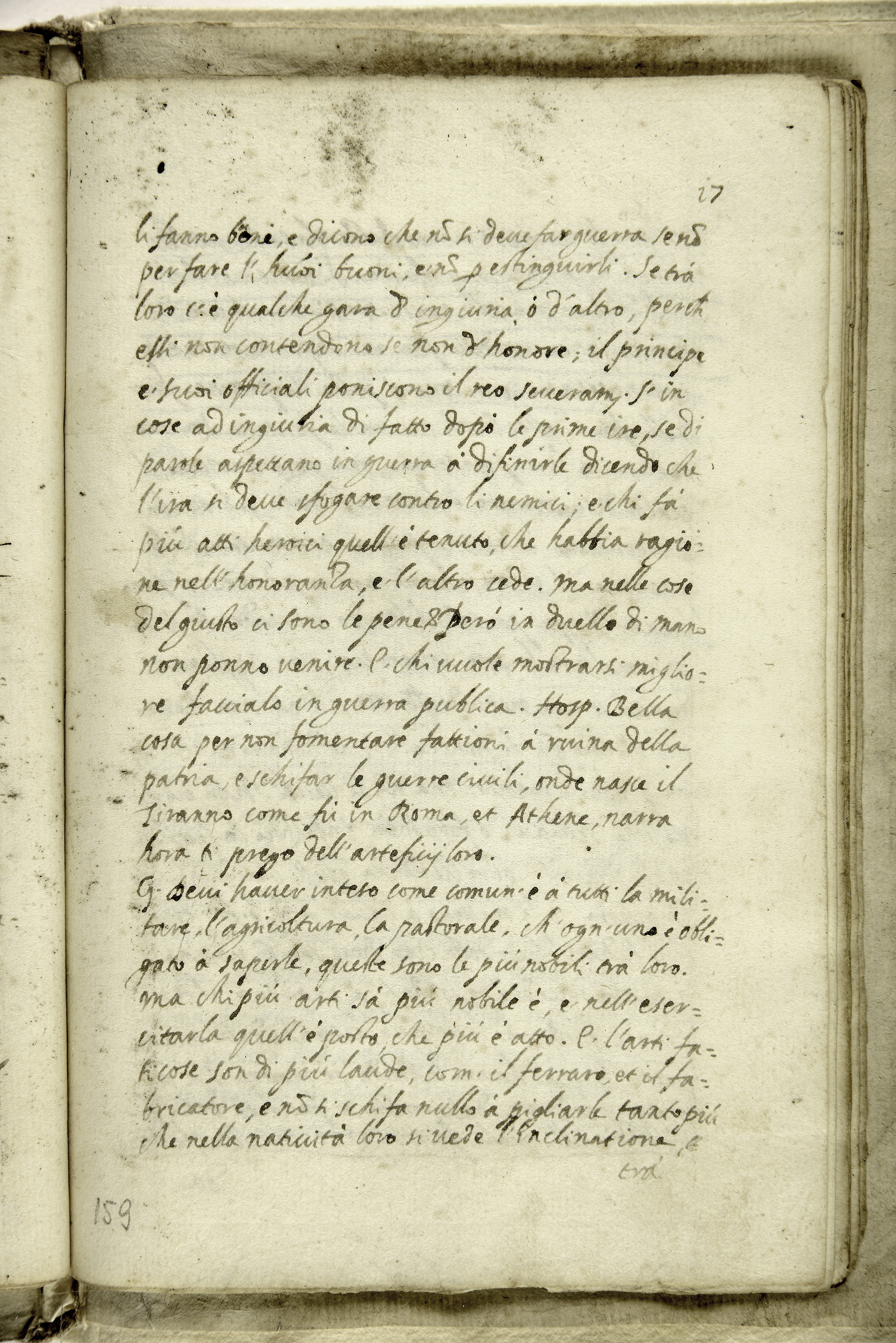
Страница из итальянской рукописи «Города Солнца» (BCT-1538). Тренто, Муниципальная библиотека

Томмазо Кампанелла приступил к написанию «Города Солнца» в начале 1602 года — через три года после неудачного восстания 1599 года в Калабрии, которое должно было свергнуть власть испанцев и установить идеальный общественный порядок. В 1600—1601 годах доминиканец находился под следствием, причём ему угрожала смертная казнь как за попытку мятежа, так и по обвинениям в преступлениях против веры. Летом 1601 года глава восстания был подвергнут 40-часовой пытке, после которой был официально признан безумцем и ему более не грозила смертная казнь. Однако излечение от последствий пыток потребовало почти шести месяцев.
В печатном виде «Город Солнца» опубликовал Тобиас Адами во Франкфурте в 1623 году как приложение к третьей части «Реальной философии». Он был поражён образами трактата и сравнил его «чистым и ярким драгоценным камнем». Кампанелла лично переиздал «Реальную философию» с «Городом Солнца» в Париже в 1637 году; третье издание было посмертным и увидело свет в 1643 году в Утрехте. Первое издание 1623 года было снабжено маргиналиями, сделанными, по-видимому, Т. Адами; они были воспроизведены и в русском переводе. Трактат издавался исключительно на латинском языке; со второго издания был сделан итальянский перевод, который оказал существенное влияние на французский, английский и немецкий переводы. Он был опубликован в Лугано в 1836 году. Данный перевод был анонимным, причём его автор никак не оговаривая удалил все трудные для понимания пассажи оригинала, особенно касающиеся астрологии. Тем не менее, перевод пользовался популярностью и в 1854 году был включён в собрание сочинений Кампанеллы под редакцией Алессандро д’Анкона. Тот факт, что до XIX века воспроизводились только латинские издания трактата, привёл к тому, что даже специалисты по литературе и философии полагали, что Кампанелла написал оригинал на латинском языке, тогда как хранившиеся в Италии рукописи на итальянском языке считались ранними переводами. Между тем, в «Рассказе о собственных книгах» Кампанеллы (1635) прямо говорилось, что Тобиас Адами издал трактат на интернациональном языке образованных людей, а Калабриец написал его по-итальянски.
Систематическими поисками рукописей «Города Солнца» занялся в 1880-е годы первый биограф Кампанеллы — Луиджи Амабиле. В Неаполе ему удалось отыскать два списка и узнать о существовании ещё четырёх. Автограф Кампанеллы не дошёл до наших дней, все существующие рукописи — лишь списки с него. Амабиле пришёл к выводу, что текст утопии прошёл три этапа редактирования: первоначальная итальянская версия была самим Кампанеллой не ранее 1613 года переведена на латынь, а далее Кампанелла редактировал латинский текст для переиздания в Париже. А. Э. Штекли последовательно придерживался версии, что перевод был сделан кем-то другим, вдобавок, иностранцем, не вполне усвоившим итальянский язык. Исследователям сразу стало очевидно, что латинский и итальянский тексты отличались друг от друга, причём в важных деталях: в латинских изданиях Кампанелла признавался, что симулировал безумие в тюрьме и наделил соляриев множеством изобретений, включая воздухоплавание. Итальянский текст был опубликован лишь в 1904 году Эдмондо Сольми в Модене; он был основан на шести рукописях. Примерно в это же время систематическими поисками рукописей Кампанеллы занимался профессор Юрьевского университета И. И. Квачала, который обнаружил ещё две ранее неизвестных рукописи — в Вене и Риме. В 1940-е годы вышли образцовые с текстологической точки зрения издания Норберто Боббио и Луиджи Фирпо, основанные на латинском тексте 1637 года, как единственном, с которым работал непосредственно автор. Современное научное издание итальянского текста было выпущено в 1996 и 1997 годах Джерманой Эрнст, причём второе было основано на редакции Фирпо. Новейшая библиография изданий 1623—2002 годов была опубликована Маргеритой Палумбо в Пизе в 2004 году.
На русский язык «Город Солнца» впервые был переведён А. Г. Генкелем в 1906 году и вышел в свет как бесплатное приложение к журналу «Всемирный вестник». Отдельное издание последовало в следующем году, этот перевод неоднократно воспроизводился. В 1934 году издательство «Academia» впервые выпустило перевод Ф. А. Петровского, выполненный с первого латинского издания; все изменения в вариантах 1637 и 1643 годов были вынесены в примечания. Итальянский текст Кампанеллы не переводился на русский язык. Перевод Ф. Петровского неоднократно воспроизводился, в том числе в сериях «Предшественники научного социализма» (1947 и 1954), «Библиотека всемирной литературы» (Серия первая, т. 34, 1971) и «Библиотека фантастики» (Т. 15, 1989).

## Первоиздание 1623 года
- F. Thomae Campanellae Calabri o.p. Realis philosophiae epilogisticae partes quatuor, hoc est De rerum natura, Hominum moribus, Politica, cui Ciuita solis iuncta est & Oeconomica, cum adnotationibus physiologicis. A Thobia Adami nunc primum editae. — Francforti : impensis Godefridi Tampachii, 1623.